# Khosrow e Shirin
Khosrow e Shirin è una favola persiana scritta nella forma di un poema da Nezami Ganjavi intorno al 1180. È composto da 6 150 strofe. La favola parla del rapporto tra i desideri, il potere della politica ed il potere dell’amore.
Nezami per scrivere questo poema venne ispirato dalla letteratura locale e dalle storie dell’Azerbaigian persiano. Shirin era un personaggio già conosciuto e tramandato oralmente nelle storie locali, quindi già presente nella cultura persiana. Veniva descritta come una fanciulla bella, onesta e amorevole e Nezami, scrivendo di Shirin nella sua opera, l’ha resa eterna.
Nezami scrive ques'opera in seguito ad una richiesta di re Arsalan dedicandolo al sovrano Khosrow. Nezami descrive un personaggio storico, Khosrow Parviz, introducendo anche fatti storici riguardanti la sua vita e il suo regno. Nell’opera descrive fatti realmente accaduti, come la presa del regno da parte di Bahram Choobineh o l’assassinio di Khosrow da parte di suo figlio Shiruye. Anche i luoghi descritti nel poema, sono gli stessi in cui il re ha vissuto. Nei monti Bistun inoltre sono presenti delle sculture che rappresentano Shirin e il suo cavallo. Non è sicuro, ma si ipotizza che le sculture siano state create da un uomo di nome Farhad.

## Trama

### L'inizio della storia
Nezami ha iniziato la storia raccontando l’amore di Hormoz, re di Persia verso suo figlio e descrive l’educazione ricevuta dal figlio finché non diventa un uomo. Khosrow, principe di Persia, un giorno era andato a caccia insieme ai suoi servi. Durante la notte vengono ospitati nella casa di un contadino, ma non si comportarono da buoni ospiti in quanto il giorno seguente si scoprì, sia che il cavallo di Khosrow aveva rovinato il terreno del contadino che il furto da parte dei servi di una parte della coltivazione. Quando re Hormoz venne a sapere di questo fatto ordinò di punire pesantemente Khosrow che accettò senza obiezioni, ma era una punizione era talmente pesante che Khosrow ci rimane molto male. Khosrow in quella notte di tristezza sognò suo nonno Anushirvan che gli diede speranze per un futuro migliore parlandogli di una bellissima ragazza, di un cavallo forte, di un regno e di bravi musicisti.

### Amore di Shirin e Khosrow
Poco dopo, dal suo migliore amico e pittore del castello, Shapur, Khosrow sentì parlare di Shirin, principessa dell'Armenia, e del suo cavallo Shabdiz, e senza vederla si innamorò di lei. Per questo motivo inviò Shapur in Armenia, e, da bravo disegnatore ritratta la principessa cercando di metterlo in mostra in ogni luogo in cui Shirin passava. Dopo diverse volte che lo vede, Shirin viene attirata da questo disegno e sente qualcosa nel suo cuore.
()
()
()
()
Shiri inizia a cercare il pittore; una volta trovato Shapur le racconta l’amore che Khosrow provava per lei, così Shapur consegna l’anello di Khosrow a Shirin confidandogli che questo è un biglietto di invito da parte del principe per andare a trovarlo nel suo castello. Così Shirin decide di partire per Madaen. Durante il viaggio giunge ad un lago dove si rinfresca facendo un bagno. Khosrow che passava in quella zona per altri motivi la vede ma non la riconosce, però sente qualcosa nel suo cuore. Anche lei lo vede ma non credeva che Khosrow potesse essere là in quel momento. Quando Shirin arriva a Madaen viene a sapere che Khosrow non c’è, quindi decide di costruirsi una piccola residenza fuori dalla città dove aspettava il ritorno di Khosrow. Khosrow arriva in Armenia, incontra Shapur e viene a sapere della partenza di Shirin verso Madaen. Arrivato in Armenia, conosce la regina, Mahinbanu, zia di Shirin. A quel punto Mahinbanu e Khosrow mandano Shapur a riportare indietro Shirin. Nel frattempo arriva la notizia della morte del re Hormoz e il principe è costretto a tornare a Madaen. Ancora una volta i due innamorati non riescono ad incontrarsi. A Madaen, Baharam Chubine ha complottato contro Khosrow e ha preso il trono. Per potersi salvare Khosrow scappa in Armenia dove finalmente riesce ad incontrare Shirin, ma la principessa che aveva giurato di non rimanere da sola con lui fino al matrimonio, non si cede a Khosrow. Khosrow in quel momento non era nella condizione di poter chiedere di sposare Shirin, perciò decise che prima doveva riprendere il suo trono, quindi parte per Costantinopoli e per rinforzare il suo rapporto con l’imperatore romano ha deciso di sposare la figlia Maria. In questo modo ottenne un esercito messo a disposizione dall’imperatore tornando a Maedan per riprendersi il suo trono. Nel frattempo Mahinbanu muore e Shirin diventa regina di Armenia.

### Shirin e Farhad
Shirin aveva un pascolo molto lontano dal suo castello e i suoi servitori dovevano fare chilometri di strada per portare il latte. Lei cercò una soluzione per diminuire la fatica dei suoi servitori, ma, nei pascoli vicino al castello si trovavano delle piante velenose, per cui non c’era la possibilità di avvicinare il bestiame. Shapur presentò il suo migliore amico ingegnere, Farhad, a Shirin per aiutarla a risolvere il problema. Infatti Farhad trovò una soluzione per poter far arrivare il latte nel castello. Da qui nacque un amore sincero di Farhad nei confronti di Shirin. Nel frattempo Khosrow viene a sapere di questo ingegnere che si era innamorato di Shirin. Ingelosito capisce che l’amore che provava Farhad era più grande del suo per cui decise di allontanarlo da lei offrendogli inizialmente una grande somma di denaro che però Farhad rifiuta, poi gli propone che, se riuscirà a scavare un tunnel nella montagna Bistun rinuncerà a Shirin.

### La morte di Farhad
La notizia che Farhad avrebbe dovuto scavare un tunnel nella montagna giunse alle orecchie di Shirin, che, una sera decide di portargli una caraffa di latte. Al ritorno, il cavallo di Shirin si sentì male. Le spie di Khosrow gli fecero sapere di questa interruzione del viaggio di Shirin, per cui mandarono qualcuno da Farhad per dare la falsa notizia della sua morte. Farhad quando seppe della morte dell'amata, disperato si gettò dalla montagna, morendo sul colpo.

### La morte di Maria
Maria, figlia dell'imperatore romano e sposa di Khosrow, diede alla luce un figlio di nome Shiruye, ma qualche anno dopo morì per malattia. Quaranta giorni dopo la morte di Maria, Khosrow scrisse una lettera a Shirin e le chiese di andare da lui, ma Shirin gli rispose che non andrà mai da lui se non nella veste della regina e con il dovuto rispetto. Dopo aver letto la risposta di Shirin, Khosrow per farla ingelosire trovò un amante di nome Shekar, ma dopo poco tempo si rense conto del suo sbaglio decidendo di andare a trovare Shirin, ma lei gli nega l’accesso. Shirin si pentì del rifiuto di vederlo, così dopo una serie di eventi finalmente riesce a sposare Khosrow divenendo regina di Persia e lasciando il suo trono Armenio a Shapur.

### La morte di Khosrow e Shirin
Khosrow non era mai contento del figlio Shiruye; era infatti un ragazzo ribelle, avido,  voleva ottenere il trono a qualsiasi coso, per questo motivo uccise il padre. Incontentabile, Shiruye voleva ottenere anche l'amore di Shirin, ma durante la cerimonia del funerale di Khosrow, dopo aver baciato il suo amato, Shirin si uccise con un pugnale. Verranno così sepolti nella stessa tomba.

## Commenti
Nella storia di Khosrow e Shirin si parla della grandezza della Persia, del valore della donna, del matrimonio, del ruolo degli scienziati e degli artisti. Ma si parla anche della cultura e dei diritti di un'antica Persia che dava molto valore al lavoro e all’impegno sociale per costruire il paese. Nezami parla dell’amore puro e sincero di Farhad, dell’amore vizioso di Khosrow, dell’amore intelligente e corretto di Shirin e dell’amore sporco di Shiruye. Ma racconta anche dei personaggi egoisti, di re ingiusti che di fatto aprirono le porte all’invasione araba. Da questa storia sono state scritte diverse canzoni, una di queste canzoni è cantata da Sima Bina che, girando per l'Iran, nei paesini sperduti, raccolse diverse canzoni creando diversi album di musica folcloristica tra le quali, Tofang ispirato a Khosrow e Shirin. Un'altra canzone è di Reza Saghaei canta nel folcrore di Lorestan, con la canzone intitolata Khosrow e Shirin.

## Personaggi
- Shirin: principessa armena, descritta come bella, ma anche forte, decisa e fedele. Si innamora del principe di Persia Khosrow e resta onesta nel suo amore: dopo la morte del re infatti decide di uccidersi.
- Khosrow: figlio unico di Hormoz, re di Persia. Viene cresciuto con la migliore educazione e impara subito l’arte della guerra. Si comprese immediatamente che era un ragazzo intelligente e sveglio, ma anche incline ai vizi. Nonostante fosse innamorato di Shirin, sposa un'altra donna: Maria, figlia del imperatore romano e trova un'amante, Shekar. Alla fine Shirin, grazie al suo amore sincero, riesce a cambiarlo rendendolo onesto e uno dei migliori re di Persia.
- Farhad: scultore e ingegnere, innamorato di Shirin. Faceva parte della società povera e lavoratrice che non godeva di alcun beneficio, ma nonostante ciò restò  persona forte dimostrando quanto il suo amore verso Shirin fosse onesto.
- Shapur: pittore e amico del re, fu lui a far innamorare i due protagonisti Khosrow e Shirin.
- Hormoz: re di Persia. Onesto verso il proprio regno, dopo la sua morte il suo unico figlio Khosrow diventa re.
- Shiruye: figlio di Maria e di Khosrow, uccide il padre per ottenere il trono.